# Jurnal din anul ciumei
Jurnal din anul ciumei (în engleză A Journal of the Plague Year) este un roman de Daniel Defoe, publicat pentru prima dată în martie 1722.
Acest roman este o relatare a experiențelor unui om din anul 1665, în care Marea Ciumă sau ciuma bubonică au lovit orașul Londra. Cartea este povestită oarecum cronologic, deși fără secțiuni sau titluri de capitole.
Prezentat ca un martor ocular al evenimentelor de la acea vreme, a fost scris în anii dinainte de prima publicare a cărții în martie 1722. Defoe avea doar cinci ani în 1665, iar cartea însăși a fost publicată sub inițialele H. F. și se bazează probabil pe jurnalele unchiului lui Defoe, Henry Foe.
În carte, Defoe se îndreaptă spre mari dureri pentru a obține un efect de veridicitate, identificând cartiere, străzi și chiar case în care au avut loc evenimente. În plus, oferă tabele cu cifre ale victimelor și discută despre credibilitatea diferitelor relatări și anecdote ale naratorului.
Romanul este adesea comparat cu relatările reale, contemporane ale ciumei, din jurnalul lui Samuel Pepys. Lucrarea lui Defoe, care pare să includă multă cercetare, este mult mai sistematică și mai detaliată decât relatarea la persoana I a lui Pepys.

## Dezbateri despre clasificarea cărții ca roman
Dacă Jurnalul poate fi considerat în mod corespunzător ca un roman a fost un lucru contestat. A fost citit inițial ca o lucrare de non-ficțiune,  dar până în anii 1780 statutul de ficțiune al operei a fost acceptat. Dezbaterea a continuat cu privire la faptul dacă Defoe ar putea fi considerat autorul operei și nu doar editorul acesteia. Un critic literar modern a afirmat că „detaliile inventate sunt… mici și neesențiale”, în timp ce Watson Nicholson - în 1919 - a susținut că opera poate fi considerată „istorie autentică”. Alți critici literari au susținut că opera poate fi considerată într-adevăr o operă a ficțiunii imaginative și, prin urmare, poate fi descrisă drept „roman istoric”. 

## Adaptări
În 1945 programul de radio The Weird Circle a adaptat romanul într-o dramă condensată de 30 de minute.
Filmul mexican din 1980 El Año de la Peste (Anul Ciumei), în regia lui Felipe Cazals după un scenariu scris de Gabriel Garcia Marquez, s-a bazat pe Jurnal din anul ciumei.
Scurtmetraj nominalizat la Oscar Periwig Maker (1999) se bazează pe Jurnal din anul ciumei.
O piesă BBC Radio 4 din 2016 a adaptat romanul într-o dramă de 60 de minute.

## Traduceri
- Jurnal din anul ciumei, traducere de Antoaneta Ralian, Editura Art, 2009, ISBN: 9789731243580